# 25. září
25. září je 268. den roku podle gregoriánského kalendáře (269. v přestupném roce). Do konce roku zbývá 97 dní.

## Události

### Česko
- 1720 – Opat žďárského kláštera Václav Vejmluva byl oceněn titulem císařského rady za příkladná opatření proti morové nákaze (1709–1715).
- 1791 – Na slavnostním zasedání Královské české společnosti nauk za účasti císaře Leopolda II. vyslovil Josef Dobrovský jazykové požadavky českých vlastenců s poukazem na sílu, kterou v monarchii představuje slovanský živel.
- 1845 – Pražané podali žádost o zavedení češtiny jako vyučovacího jazyka na pražských školách. Jejich žádosti bylo kladně vyhověno až 11. září 1861
- 1870 – V Praze měla premiéru opera Prodaná nevěsta v definitivní verzi, kde autor Bedřich Smetana na žádost dirigenta Eduarda Nápravníka nahradil prozaické pasáže recitativy, aby opera získala podobu uceleného hudebního díla.
- 1891 – Jubilejní zemskou výstavu v Praze navštívil císař František Josef I.
- 1920 – V Praze se konal XIII. sjezd Československé sociálně demokratické strany dělnické, kde marxistické křídlo ustavilo frakci ČSDSD-levice. Vedení ČSDSD tento sjezd neuznalo.
- 1936 – Premiéra českého filmu Ulička v ráji režiséra Martina Friče, s Hugo Haasem v hlavní roli.
- 1938 – Československá vláda generála Jana Syrového odmítla Godesberské memorandum, v němž Adolf Hitler předložil ultimátum ohledně Sudet.
- 1946 – Královopolské Školní náměstí bylo přejmenováno na dnešní název Slovanské náměstí.
- 1949 – Tragická Velká cena Československa, jediný závod Formule 1, na Masarykově okruhu v Brně. V zatáčce, později nazývaná Farinova, postupně havarovali Farina, Parnell a princ Bira: se svými vozy vyletěli z dráhy a vjeli do diváků. 12 lidí zraněno, z toho dva smrtelně.
- 1957 – V Ústavu jaderného výzkumu v Řeži byl spuštěn první československý jaderný reaktor.
- 1959 – Po neúspěchu druhého pětiletého plánu projednal ÚV KSČ směrnice třetího pětiletého plánu pro léta 1961-1965, stejně nereálné jako ty předešlé.
- 1980 – Ústřední výbor Československé strany lidové zvolil novým předsedou strany Františka Tomana.
- 2013 – Armáda spásy se stala oficiální registrovanou církví v České republice.
- 2017 – Herec Jan Tříska podlehl zraněním, která si o dva dny dříve přivodil při pádu z Karlova mostu.
- 2021 – V Jablonci nad Nisou byl odstřelen 161 m vysoký komín bývalé teplárny Nový Brandl, která byla v provozu v letech 1986–2015.

### Svět
- 1066 – Anglický král Harold II. Godwinson porazil spojené síly Tostiga Godwinsona a Haralda III. v bitvě u Stamford Bridge.
- 1396 – Sultán Bajezid I. v bitvě u Nikopole úplně rozdrtil křižáckou armádu uherského krále Zikmunda Lucemburského.
- 1493 – Kryštof Kolumbus vyplul z Cádizu na svou druhou výpravu do Ameriky. Tentokrát plul již se 17 loděmi.
- 1513 – Španělský dobyvatel Vasco Núñez de Balboa jako první Evropan spatřil Tichý oceán, když jeho výprava překročila Panamskou šíji.
- 1555 – Na říšském sněmu v německém Augsburgu byl se souhlasem císaře Karla V. a jeho spoluvladaře Ferdinanda I. vyhlášen náboženský mír mezi protestanty a katolíky v německých státech podle zásady "cuius regio, eius religio" (čí vláda, toho víra), kterou říšští suveréni směli určovat náboženství svých poddaných.
- 1597 – Francouzské město Amiens se vzdalo králi Jindřichu IV.
- 1663 – pevnost Nové Zámky se vzdala postupující turecké armádě
- 1904 – Ve francouzském Dourdanu se konal první mezinárodní motocyklový závod na světě Coupé Internationale, pořádaný Automobile Club de France a inspirovaný automobilovým Pohárem Gordona Benneta.
- 1920 – Vítězstvím Polska skončila bitva na řece Němen, druhá největší bitva rusko-polské války.
- 1979 – Premiéra muzikálu Andrew Lloyd Webbera Evita na Broadway v New Yorku, kde se dočkala 1568 představení
- 1990 – Rada bezpečnosti OSN odsouhlasila poměrem 14:1 zavést vzdušné embargo na Irák
- 1992 – V Las Vegas se odehrál již 3. Souboj pohlaví mezi Martinou Navrátilovou a vítězným Jimmy Connorsem, který zvítězil 7:5 a 6:2
- 2005 – Španělský jezdec Formule 1 Fernando Alonso se stal nejmladším mistrem světa.
- 2008 – Čína odstartovala do vesmíru svou třetí pilotovanou kosmickou loď  Šen-čou 7 (Božská loď)

## Narození

### Česko

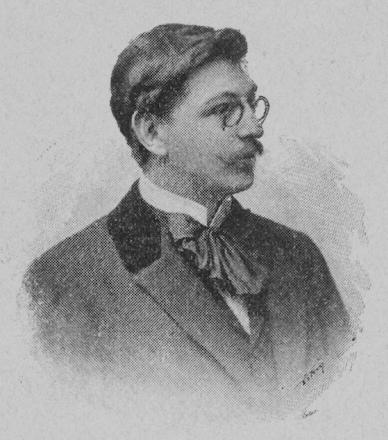
Jaroslav Kvapil (* 1868)

- 1741 – Václav Pichl, hudební skladatel († 23. ledna 1805)
- 1746 – Josef Zobel, český architekt († 8. března 1814)
- 1812 – Alois Serényi, moravský politik a velkostatkář († 26. srpna 1893)
- 1816 – Josef Mikula, rektor C. k. Františkovy univerzity v Olomouci († 9. března 1881)
- 1846
  - Otakar Červinka, český básník († 28. dubna 1915)
  - František Dvorský, přírodovědec a vlastivědný pracovník († 3. listopadu 1917)
- 1853 – František Snopek, církevní historik a archivář († 19. března 1921)
- 1865 – František Kovářík, československý ministr veřejných prací († 21. července 1942)
- 1866 – Antonín Klášterský, básník († 3. listopadu 1938)
- 1868 – Jaroslav Kvapil, básník († 10. ledna 1950)
- 1869 – Ferdinand Stibor, biskup církve československé husitské († 12. října 1956)
- 1879 – Engelbert Šubert, československý politik († 20. ledna 1946)
- 1881 – Adolf Šelmec, československý politik slovenské národnosti († 20. ledna 1979)
- 1887 – Karl Ernstberger, architekt († 25. listopadu 1972)
- 1888 – Vladimír Klecanda, československý archivář, člen druhého odboje domácího i zahraničního, politik († 3. dubna 1946)
- 1893 – Bohuslav Všetička, legionář, československý generál († 19. srpna 1942)
- 1896 – Wenzel Jaksch, sudetoněmecký sociálně-demokratický politik († 27. listopadu 1966)
- 1899 – Ondřej Sekora, malíř, ilustrátor a spisovatel († 4. července 1967)
- 1900 – Kamila Značkovská-Neumannová, překladatelka († 10. prosince 1991)
- 1903
  - Ladislav Kobsinek, československý fašista († 1988)
  - Božena Machačová-Dostálová, československá politička, ministryně († 20. května 1973)
- 1906
  - Marie Wagnerová-Kulhánková, česká sochařka († 7. října 1983)
  - Jaroslav Ježek, hudební skladatel († 1. ledna 1942)
- 1908 – Karel Drbohlav, divadelní fotograf († 5. března 1971)
- 1913 – Josef Bican, fotbalista († 12. prosince 2001)
- 1923 – Ladislav Mráz, basbarytonista († 7. května 1962)
- 1926 – Miroslav Sígl, český publicista a spisovatel († 5. prosince 2012)
- 1928 – Jiří Špét, český historik, muzeolog a pedagog   († 29. květen 2012)
- 1933 – Josef Němec, český boxer, bronzový olympionik z Říma (1960) († 10. září 2013)
- 1940 – Eva Švankmajerová, výtvarnice a spisovatelka († 20. října 2005)
- 1941 – Antonín Brousek, exilový básník, literární kritik, redaktor, překladatel († 1. května 2013)
- 1946 – Petr Svojtka, český herec († 9. května 1982)
- 1947 – Milena Lenderová, česká historička
- 1948 – Jana Nováková, česká filmová herečka a modelka († 3. prosince 1968)
- 1950 – Pavel Scheufler, publicista, historik fotografie a fotograf
- 1953 – Jan Novotný, herec a divadelní režisér
- 1957 – Jan Štolba, spisovatel,literární kritik a jazzový hudebník
- 1958
  - Ladislav Skopal, politik
  - Jan Vokál, 25. biskup královéhradecký
- 1964 – Pavla Rychlá, dabérka a divadelní herečka
- 1970 – Jaroslav Šmíd, herec († 15. listopadu 2017)
- 1972 – Jiří Antoš, fotbalista
- 1977 – Roman Málek, hokejista
- 1978 – Martin Koukal, lyžař
- 1989 – Silvie Rajfová, sportovní lezkyně a trenérka

### Svět

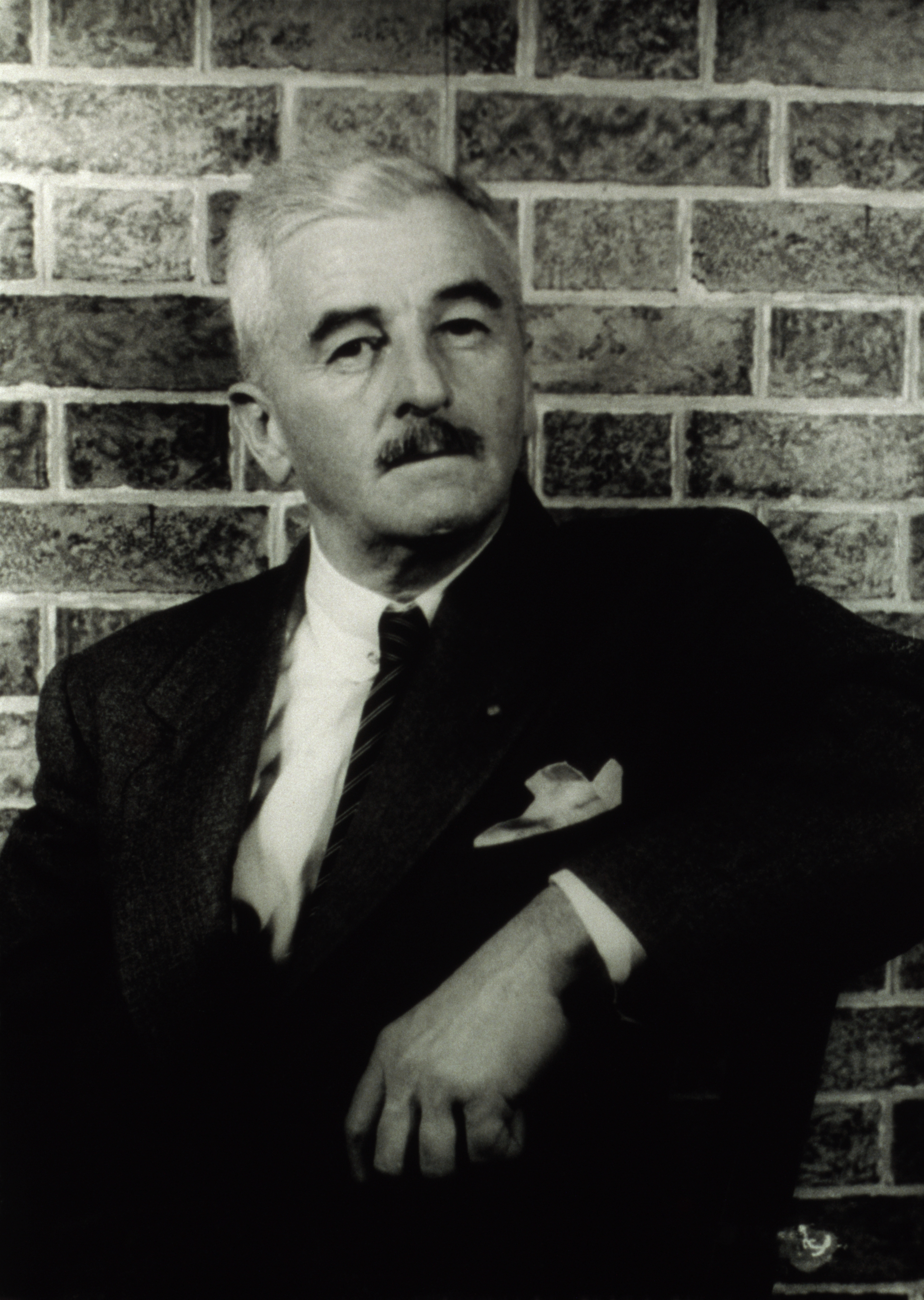
William Faulkner (* 1897)

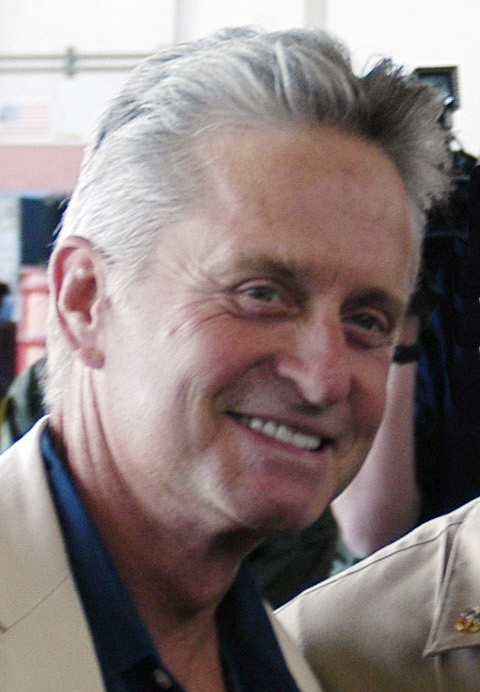
Michael Douglas (* 1944)

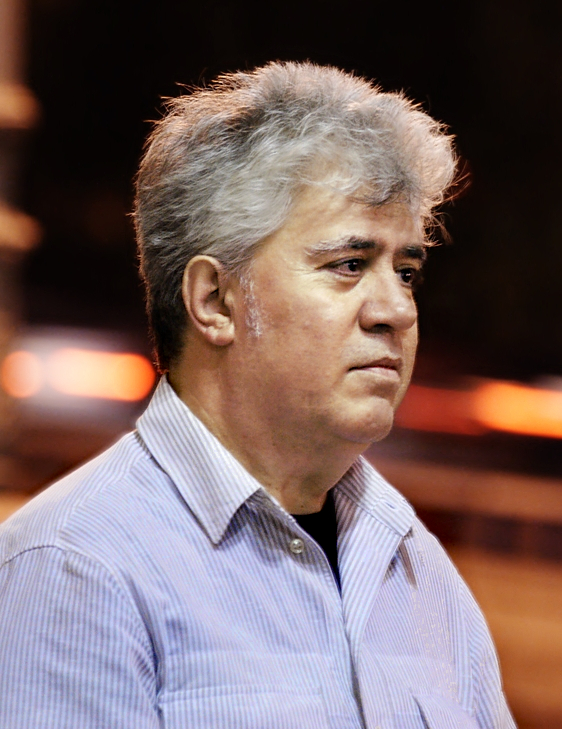
Pedro Almodóvar (* 1949)

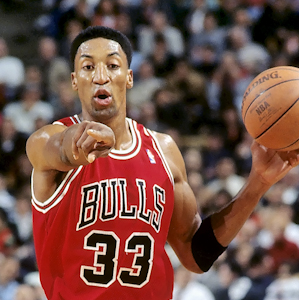
Scottie Pippen (* 1965)

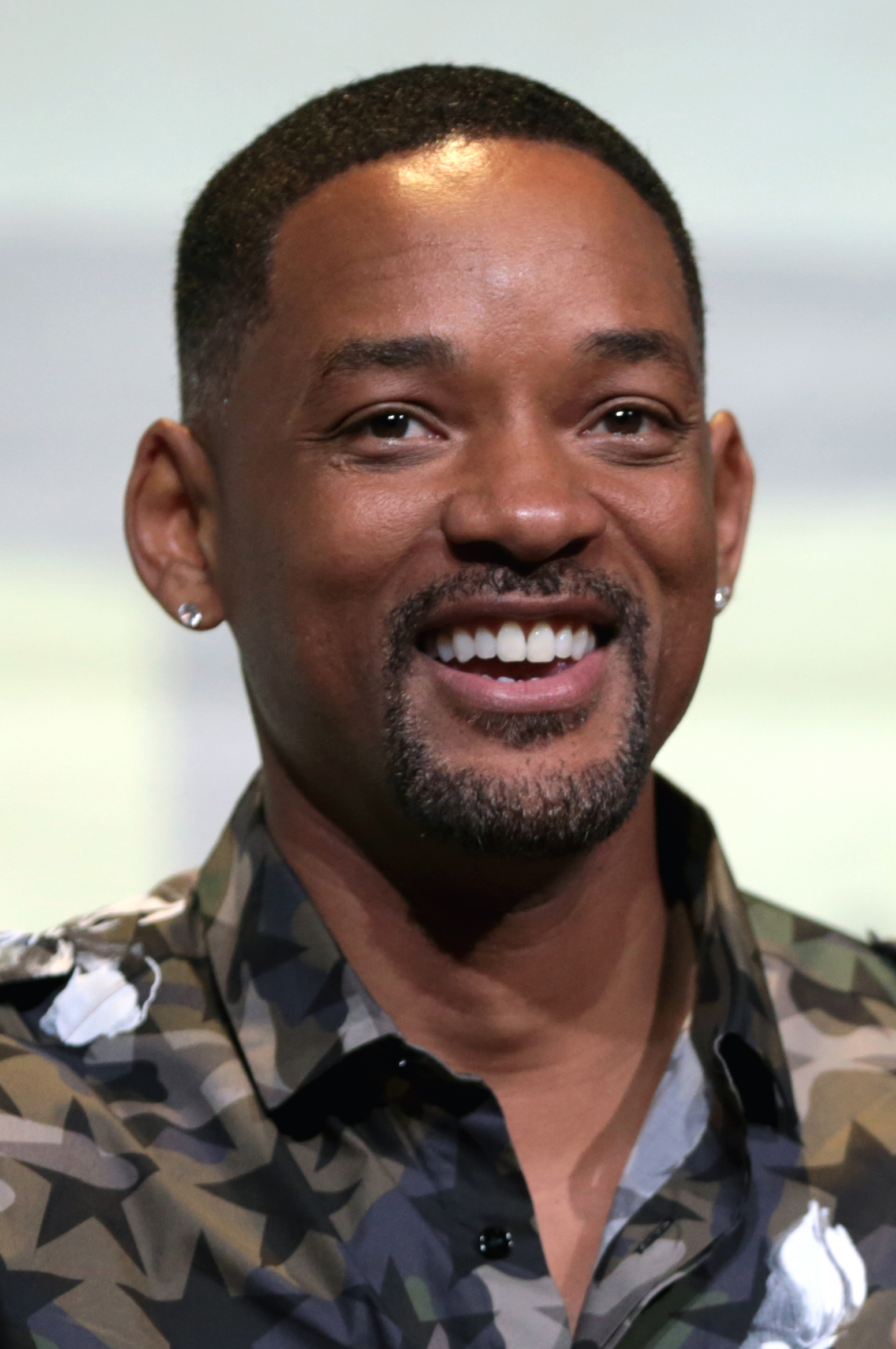
Will Smith (*1968)

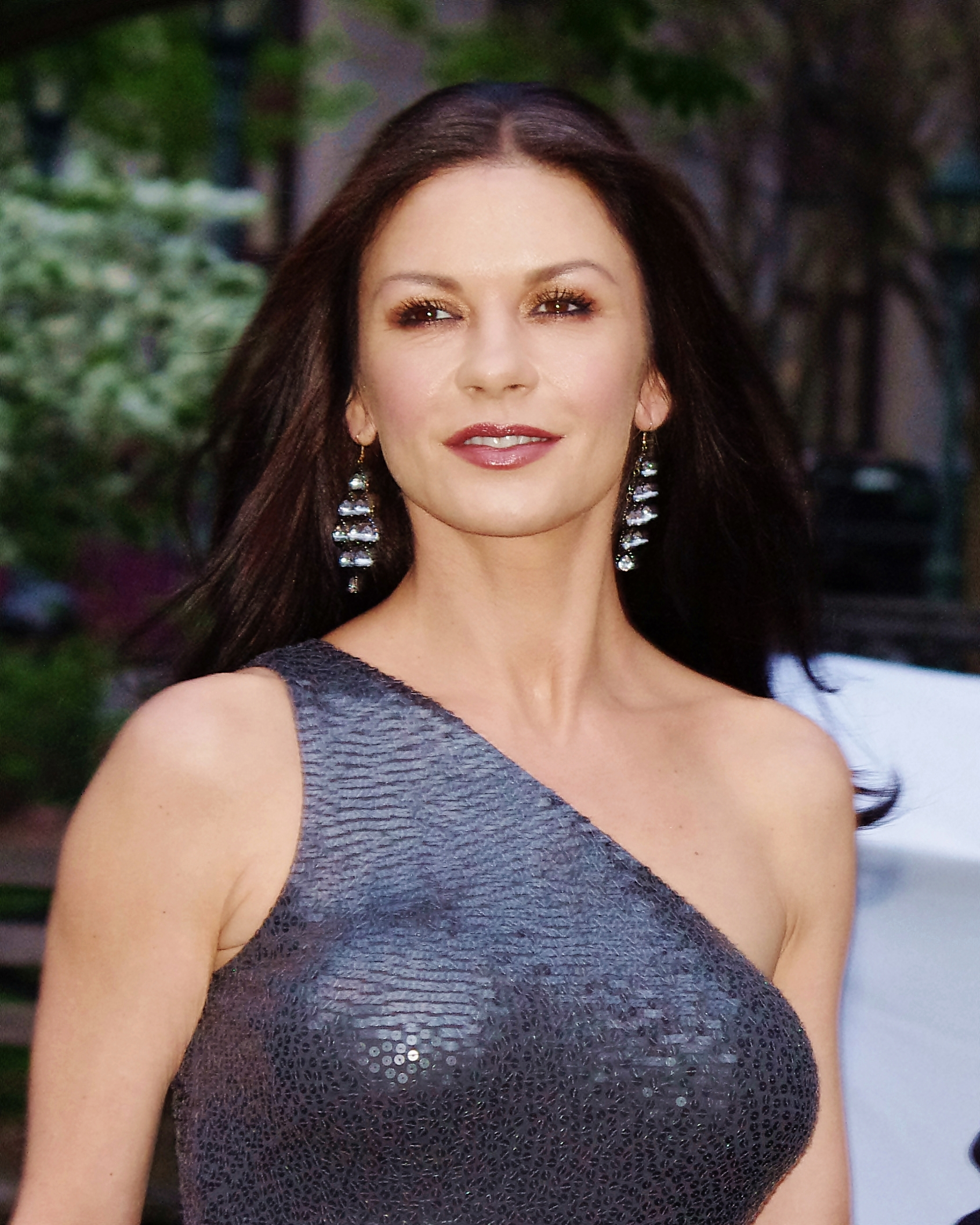
Catherine Zeta-Jones (*1969)

- 1450 – Uršula Braniborská, princezna braniborská († 25. listopadu 1508)
- 1582 – Eleonora Habsburská, rakouská arcivévodkyně († 28. ledna 1620)
- 1599 – Francesco Borromini, italský architekt († 3. srpna 1667)
- 1613 – Claude Perrault, francouzský architekt, teoretik umění, překladatel a lékař († 9. říjen 1688)
- 1620 – François Bernier, francouzský lékař a cestovatel († 22. září 1688)
- 1624 – Francesco Provenzale, italský barokní skladatel († 6. září 1704)
- 1636 – Ferdinand z Ditrichštejna, nejvyšší císařský soudce, nejvyšší komoří a moravský zemský hejtman († 28. listopadu 1698)
- 1644 – Ole Rømer, dánský matematik a astronom († 19. září 1710)
- 1657 – Imrich Tököly, uherské a sedmihradské kníže, vůdce protihabsburského stavovského povstání († 13. září 1705)
- 1683 – Jean-Philippe Rameau, francouzský hudební skladatel († 12. září 1764)
- 1694 – Henry Pelham, britský státník († 6. března 1754)
- 1696 – Marie Anne de Vichy-Chamrond, markýza du Deffand, francouzská spisovatelka a mecenáška umění († 23. srpna 1780)
- 1710 – Augustin Ehrensvärd, švédský architekt († 4. října 1772)
- 1711 – Čchien-lung, čínský císař († 7. února 1799)
- 1718 – Nicola Conforto, italský hudební skladatel († 17. března 1793)
- 1744 – Fridrich Vilém II., pruský král († 16. listopadu 1797)
- 1749 – Abraham Gottlob Werner, německý geolog a mineralog († 30. června 1817)
- 1764 – Fletcher Christian, britský námořník a vzbouřenec († 3. října 1793)
- 1765 – Michał Kleofas Ogiński, polský hudební skladatel, diplomat a politik († 15. října 1833)
- 1770 – Karl Heinrich Dzondi, německý lékař († 1. června 1835)
- 1771 – Nikolaj Rajevskij, ruský generál a státník († 28. září 1829)
- 1793 – Felicia Hemans, anglická básnířka († 16. května 1835)
- 1830 – Karl Klindworth, německý skladatel, dirigent a klavírní virtuos († 27. července 1916)
- 1843 – Thomas Chrowder Chamberlin, americký geolog († 15. listopadu 1928)
- 1855 – Teresa Grillo Michel, italská řeholnice, zakladatelka kongregace a blahoslavená katolické církve († 25. ledna 1944)
- 1861 – Guido Boggiani, italský malíř († 1901)
- 1866 – Thomas Morgan, americký genetik a nositel Nobelovy ceny za fyziologii a lékařství 1933 († 4. prosince 1945)
- 1867 – Jevgenij Karlovič Miller, ruský generál († 11. května 1939)
- 1869 – Rudolf Otto, německý teolog († 6. března 1937)
- 1871 – Nils Edén, švédský historik, politik a ministerský předseda Švédska († 16. června 1945)
- 1872
  - Joseph Hertz, vrchní rabín Spojeného království († 14. ledna 1946)
  - Paul Reinecke, německý archeolog († 12. května 1958)
- 1884 – Tanzan Išibaši, japonský ministr financí († 25. dubna 1973)
- 1886
  - Nobutake Kondó, admirál japonského císařského námořnictva († 19. února 1953)
  - May Suttonová, americká tenistka († 4. října 1975)
  - Jesús Guridi, španělský baskický hudební skladatel († 7. dubna 1961)
- 1881 – Lu Sün, čínský spisovatel († 19. října 1936)
- 1890 – Grigorij Michajlovič Semjonov, velitel Bílé armády, ataman Zabajkalských kozáků († 30. srpna 1946)
  - Roberto Gerhard, katalánský hudební skladatel († 5. ledna 1970)
  - Sandro Pertini, sedmý prezident italské republiky († 24. února 1990)
- 1897 – William Faulkner, americký spisovatel, Nobelova cena za literaturu 1949 († 6. července 1962)
- 1901 – Robert Bresson, francouzský režisér († 18. prosince 1999)
- 1902 – Ernst von Salomon, německý spisovatel a atentátník († 9. srpna 1972)
- 1903 – Mark Rothko, americký malíř († 25. února 1970)
- 1905 – Nachman Avigad, izraelský archeolog († 28. ledna 1992)
- 1906 – Dmitrij Šostakovič, ruský hudební skladatel († 9. srpna 1975)
- 1908
  - Roger Beaufrand, francouzský cyklista, olympijský vítěz 1928 († 14. března 2007)
  - Eugen Suchoň, slovenský hudební skladatel († 5. srpna 1993)
- 1920 – Sergej Bondarčuk, ruský herec, scenárista a režisér († 20. října 1994)
- 1922 – Roger Etchegaray, francouzský kardinál († 4. září 2019)
- 1923 – Sam Rivers, americký jazzový hudebník a skladatel († 26. prosince 2011)
- 1925 – Paul B. MacCready, americký letecký inženýr († 28. srpna 2007)
- 1927 – Colin Davis, anglický dirigent († 14. dubna 2013)
- 1930
  - Jim Rohn, americký motivátor, řečník a spisovatel († 5. prosince 2009)
  - Shel Silverstein, americký básník († 10. května 1999)
- 1931 – Anatolij Sevasťjanov, ruský a sovětský spisovatel, fotograf a biolog
- 1932
  - Adolfo Suárez, premiér Španělska († 23. března 2014)
  - Glenn Gould, kanadský klavírista, skladatel a publicista († 4. října 1982)
- 1934 – Jean Sorel, francouzský herec
- 1935 – Maj Sjöwallová, švédská spisovatelka a překladatelka († 29. dubna 2020)
- 1936 – Moussa Traoré, prezident Mali († 15. září 2020)
- 1942 – Billy Mundi, americký bubeník († 29. března 2014)
- 1943
  - John Locke, americký rockový klávesista († 4. srpna 2006)
  - Robert Gates, ministr obrany Spojených států amerických
- 1944 – Michael Douglas, americký filmový herec a producent
- 1945
  - Dee Dee Warwick, americká zpěvačka († 18. října 2008)
  - Pavel Pochylý, slovenský horolezec († 25. února 2000)
- 1946
  - Jerry Penrod, americký baskytarista, člen Iron Butterfly
  - Bryan MacLean, americký zpěvák a kytarista († 25. prosince 1998)
- 1947 – Cecil Womack, americký zpěvák († 1. února 2013)
- 1948
  - Charles de Gaulle, francouzský politik
  - Ștefan Birtalan, rumunský házenkář († 27. května 2024)
- 1949
  - Steve Mackay, americký saxofonista († 10. října 2015)
  - Pedro Almodóvar, španělský filmový režisér
- 1951 – Peter Dvorský, slovenský operní pěvec
- 1952 – Christopher Reeve, americký herec a aktivista († 10. října 2004)
- 1955
  - Karl-Heinz Rummenigge, německý fotbalový útočník
  - Zucchero, italský rockový zpěvák a skladatel
  - Steven Severin, anglický hudebník
- 1956 – Jamie Hyneman, americký expert na speciální filmové efekty
- 1957 – Michael Madsen, americký herec († 3. července 2025)
- 1960
  - Milan Bahúl, slovenský herec
  - Andrzej Stasiuk, polský spisovatel, básník a publicista
- 1964
  - Robo Grigorov, slovenský hudební skladatel a zpěvák
  - Carlos Ruiz Zafón, španělský prozaik († 19. června 2020)
- 1962 – Ales Bjaljacki, běloruský aktivista, nositel Nobelovy ceny
- 1965 – Scottie Pippen, americký basketbalista
- 1968 – Will Smith, americký herec a rapper
- 1969 – Catherine Zeta Jones, waleská herečka
- 1975 – Ashley Fisher, australský tenista
- 1977
  - Toni Lydman, finský hokejista
  - Clea DuVall, americká herečka
- 1978 – Rafał Wiechecki, polský politik
- 1979 – Michele Scarponi, italský cyklista († 22. dubna 2017)
- 1980 – T.I., americký raper
- 1981 – Robert Love, americký autor
- 1983 – Donald Glover, americký herec, rapper, scenárista a producent
- 1984 – Siphiwe Tshabalala, jihoafrický fotbalista
- 1987 – Monica Niculescuová, rumunská tenistka
- 1990 – Mao Asadaová, japonská krasobruslařka
- 1991 – Stine Bredal Oftedalová, norská házenkářka
- 1996 – Damian Penaud, francouzský ragbista

## Úmrtí

### Česko

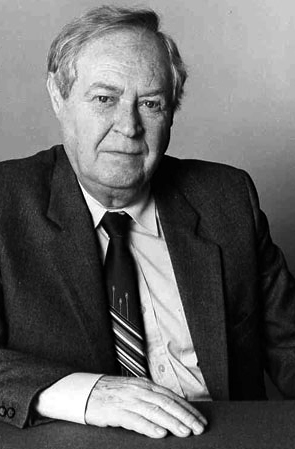
Gustav Brom († 1995)

- 1593 – Jan Městecký Adelf, kazatel Jednoty bratrské (* 1520)
- 1626 – Mikuláš Dačický z Heslova, šlechtic a spisovatel (* 23. prosince 1555)
- 1907 – Josef Masaryk, otec T. G. Masaryka (* 1823)
- 1916 – Julius Fučík, skladatel a dirigent vojenských hudeb (* 18. července 1872)
- 1924 – Karel Burian, operní pěvec (* 12. ledna 1870)
- 1928 – Augustin Žalud, novinář a etnograf (* 21. prosince 1872)
- 1938 – Bruno Weigl, moravský hudební vědec a skladatel (* 16. června 1881)
- 1941 – Kurt Konrád, novinář (* 15. října 1908)
- 1962 – Silvestr Braito, teolog (* 14. června 1898)
- 1968 – František Branislav, básník (* 16. června 1900)
- 1971 – Jan Palouš, filmový režisér a lední hokejista (* 25. října 1888)
- 1974 – Vladimír Boublík, český katolický teolog (* 16. listopadu 1928)
- 1975 – Ilona Štěpánová-Kurzová, klavírní virtuózka (* 19. listopadu 1899)
- 1995 – Gustav Brom, dirigent a skladatel(* 22. května 1921)
- 2001 – Josef Kšica starší, sbormistr, pedagog a hudební skladatel (* 11. listopadu 1926)
- 2010 – Bedřich Jelínek, informatik a matematický lingvista (* 18. listopadu 1932)
- 2011
  - Milan Elleder, lékař a profesor patologie (* 4. prosince 1938)
  - Jiří Stárek, dirigent a hudební pedagog (* 25. března 1928)
- 2012 – Jakub Polák, anarchista a protirasistický aktivista (* 1. září 1952)
- 2017 – Jan Tříska, herec (* 4. listopadu 1936)

### Svět
- 1066

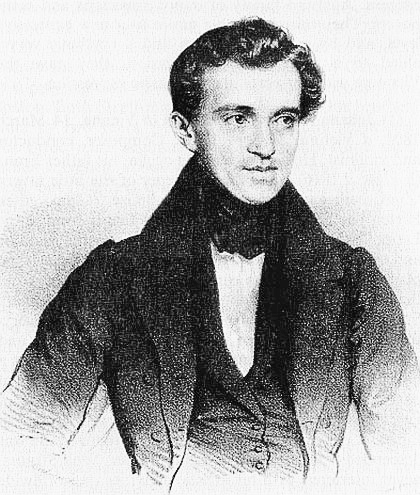
Johann Strauss starší († 1849)

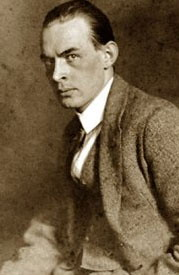
Erich Maria Remarque († 1970)

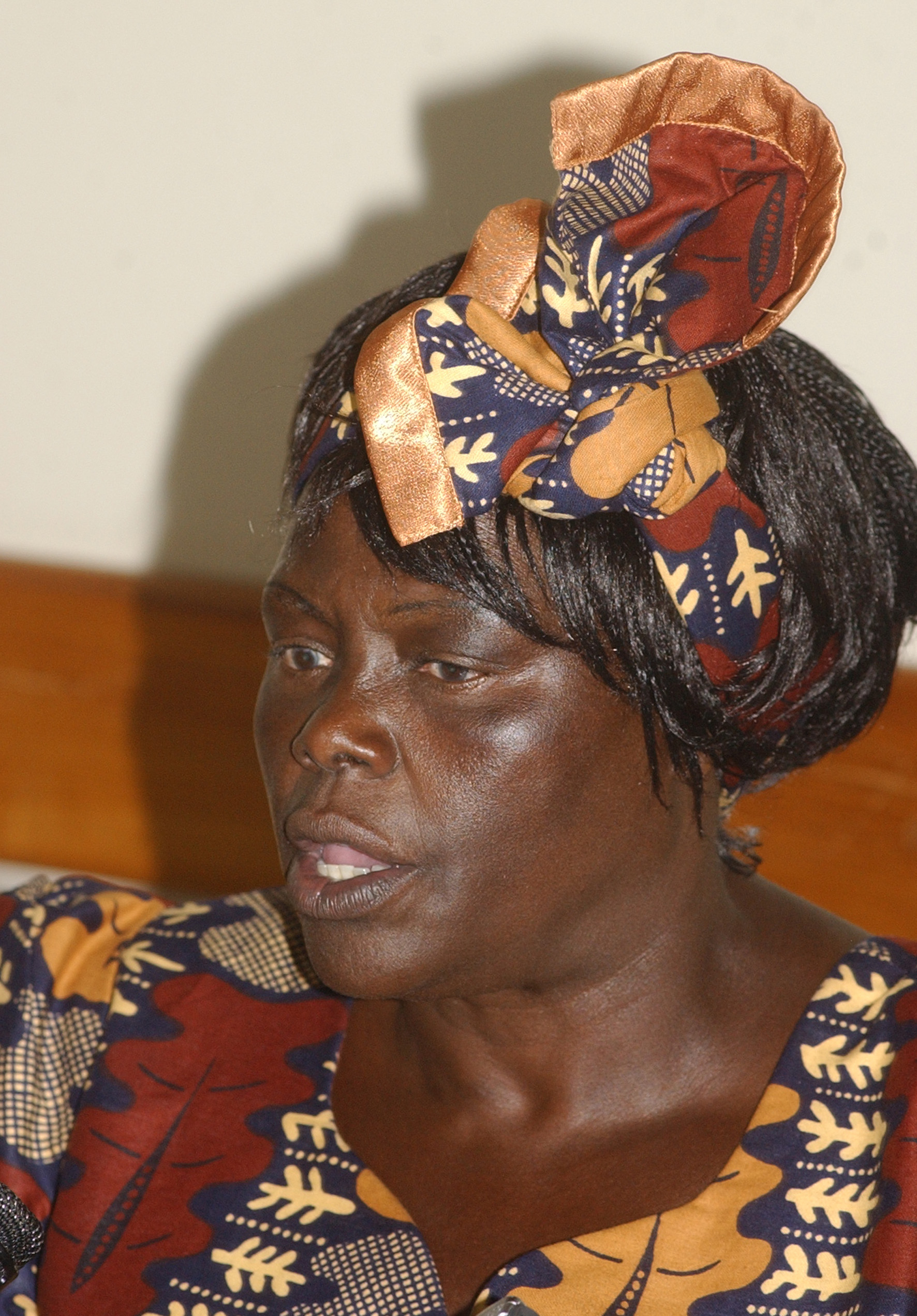
Wangari Maathai († 2011)

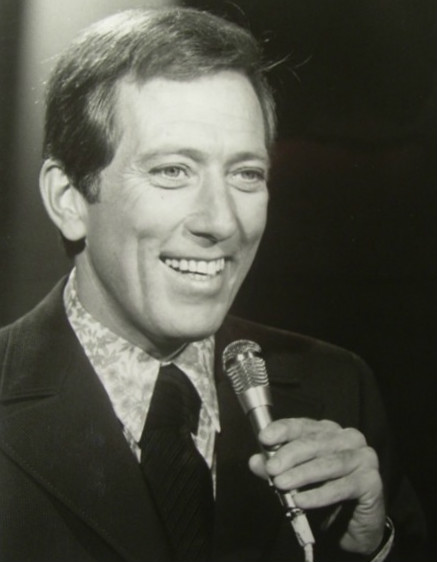
Andy Williams († 2012)

  - Tostig Godwinson, anglosaský vévoda (* 1026)
  - Harald III. Hardrada, norský panovník (* 1015)
- 1392 – Sergej Radoněžský, ruský mnich, pravoslavný svatý (* 3. května 1314)
- 1506 – Filip I. Sličný, španělský král (* 22. července 1478)
- 1534 – Klement VII., papež (* 26. května 1478)
- 1559 – Sehzade Bayezid, syn sultána Suleymana I., osmanský princ, následník trůnu (* 1525)
- 1617 – Francisco Suárez, španělský teolog, jezuitsa a filosof (* 5. ledna 1548)
- 1628 – Magdalena Bavorská, neuburská falckraběnka (* 4. července 1587)
- 1630 – Ambrosio Spinola, italský generál sloužící ve španělské armádě (* 1569)
- 1665 – Marie Anna Habsburská, rakouská arcivévodkyně (* 13. ledna 1610)
- 1666 – Abbás II., perský šáh (* 20. prosince 1633)
- 1727 – Jacques Abbadie, francouzský protestantský teolog a spisovatel (* 3. května 1654)
- 1777 – Johann Heinrich Lambert, švýcarský matematik, fyzik, astronom a filozof (* 26. srpna 1728)
- 1826 – Frederika Dorotea Bádenská, švédská královna, manželka švédského krále Gustava IV. Adolfa (* 12. března 1781)
- 1837 – Francis Greenway, australský architekt (* 20. listopadu 1777)
- 1840 – Jacques MacDonald, francouzský maršál (* 17. listopadu 1765)
- 1849 – Johann Strauss starší, rakouský skladatel (* 14. března 1804)
- 1871 – Luis-Joseph Papineau, francouzsko-kanadský politik (* 7. října 1786)
- 1898 – Louis Laurent Gabriel de Mortillet, francouzský geolog, paleontolog a archeolog (* 29. srpna 1821)
- 1918 – Michail Alexejev, ruský generál (* 3. listopadu 1857)
- 1931
  - Aleksander Skrzyński, předseda vlády druhé Polské republiky (* 19. března 1882)
  - Ulrich von Wilamowitz-Moellendorff, německý klasický filolog (* 22. prosince 1848)
- 1933 – Paul Ehrenfest, rakouský fyzik (* 18. ledna 1880)
- 1935 – Sarah Choate Sears, americká malířka a fotografka (* 5. května 1858)
- 1950 – Alexandr Jakovlevič Tairov, ruský herec a režisér (* 6. července 1885)
- 1956 – Lucien Febvre, francouzský historik (* 22. července 1878)
- 1957 – Josef František Habsbursko-Lotrinský, rakouský arcivévoda z uherské linie (* 28. března 1893)
- 1958 – Viktor Schauberger, rakouský myslivec, přírodovědec, vynálezce a filozof (* 30. června 1885)
- 1962 – Silvestr Braito, katolický kněz, teolog, básník, publicista a překladatel (* 14. června 1898)
- 1967 – Stanisław Sosabowski, polský generál za druhé světové války (* 3. května 1892)
- 1968 – Hans F. K. Günther, německý rasistický pseudovědec a eugenik (* 16. února 1891)
- 1970 – Erich Maria Remarque, německý spisovatel (* 22. června 1898)
- 1975 – Jehošua Bar-Hillel, izraelský filosof, matematik a lingvista (* 9. srpna 1915)
- 1979 – Tapio Rautavaara, finský zpěvák, sportovec a herec (* 8. listopadu 1915)
- 1980
  - Marie Underová, estonská básnířka (* 27. března 1883)
  - John Bonham, britský bubeník (* 31. května 1948)
- 1983 – Leopold III. Belgický, král belgický (* 3. listopadu 1901)
- 1986 – Marcel Rüedi, švýcarský horolezec (* 1. listopadu 1938)
- 1987
  - Abba Kovner, izraelský básník, spisovatel a partyzánský vůdce (* 14. března 1918)
  - Boris Pantělejmonovič Mirošničenko, sovětský diplomat a ekonom (* 30. května 1911)
- 1989 – Jack Smith, americký filmový režisér, fotograf a herec (* 14. listopadu 1932)
- 1991 – Klaus Barbie, nacistický válečný zločinec (* 25. října 1913)
- 1992 – César Manrique, španělský výtvarník a architekt (* 24. dubna 1919)
- 1997
  - Jean Françaix, francouzský hudební skladatel (* 23. května 1912)
  - Paul Bernard, anglický režisér (* 20. června 1929)
- 1999 – Marion Zimmer Bradley, americká spisovatelka (* 3. června 1930)
- 2001 – Robert Floyd, americký informatik (* 8. června 1936)
- 2003 – Franco Modigliani, italský ekonom, Nobelova cena 1985 (* 18. června 1918)
- 2005 – Morgan Scott Peck, americký psychiatr a spisovatel (* 23. května 1936)
- 2010 – Mária Maľcovská, slovenská publicistka, básnířka a spisovatelka (* 5. května 1951)
- 2011 – Wangari Maathai, keňská aktivistka, nositelka Nobelovy ceny míru 2004 (* 1. dubna 1940)
- 2012 – Andy Williams, americký zpěvák a herec (* 3. prosince 1927)
- 2019 – Štefan Pipa, slovenský volejbalista (* 10. ledna 1950)
- 2023 – David McCallum, britský a americký herec (* 19. září 1933)

## Svátky

### Česko
- Zlata, Zlatan, Zlatko, Zlatomíra, Zlatuše
- Kleofas, Kleofáš
- Aura, Aurélie

### Svět
- Mezinárodní den neslyšících (od roku 1958)
- Rwanda: Den národního shromáždění
- USA: Den Tichého oceánu
- Mosambik: Den ozbrojených sil

### Liturgický kalendář
- Sv. Kleofáš
- Sv. Aurelie
- Sv. Pavel, Tatta a synové

| 25. září v pražském KlementinuÚdaje jsou platné k 29. 4. 2025. | 25. září v pražském KlementinuÚdaje jsou platné k 29. 4. 2025. | 25. září v pražském KlementinuÚdaje jsou platné k 29. 4. 2025. |
| minimum                                                        | denní průměr                                                   | maximum                                                        |
| -------------------------------------------------------------- | -------------------------------------------------------------- | -------------------------------------------------------------- |
| 1,5 °C (1881)                                                  | 13,6 °C (od 1961)                                              | 26,5 °C (1866)                                                 |